# S.S.C. Napoli
Società Sportiva Calcio Napoli S.p.A. (običajno poenostavljeno v Napoli ali SSC Napoli) je italijanski nogometni klub iz Neaplja.